# Генріх фон Фітингоф
Генріх Готфрід Отто Ріхард фон Фітингоф, знаний як Шель (нім. Heinrich Gottfried Otto Richard von Vietinghoff, genannt von Scheel; нар. 6 грудня 1887, Майнц, Німецька імперія — пом. 23 лютого 1952, Пфронтен, ФРН) — німецький воєначальник, генерал-полковник.
Учасник Першої та Другої світових воєн. За бойові заслуги нагороджений Залізним хрестом 1-го і 2-го класу та Лицарським хрестом ордену дому Гогенцоллернів з мечами.

## Біографія
Військова кар'єра
- 6 березня 1906 — фенріх
- 27 січня 1907 — лейтенант (патент отриманий 14 червня 1905)
- 1912 — обер-лейтенант
- 24 липня 1915 — гауптман
- 1 березня 1926 — майор
- 1 лютого 1931 — оберст-лейтенант
- 1 квітня 1933 — оберст
- 1 квітня 1936 — генерал-майор
- 1 березня 1938 — генерал-лейтенант
- 1 березня 1940 — генерал танкових військ
- 1 вересня 1943 — генерал-полковник

Під час Другої світової війни був учасником Польської кампанії. З 26 жовтня 1939 року командир 13-го армійського корпуса, на чолі якого воював у Франції. 24 червня 1940 року нагороджений Лицарським хрестом Залізного хреста. З 1 листопада 1940 року командир 46-го моторизованого корпусу. Корпус Фітингофа брав участь у розгромі югославської армії у квітні 1941 року. На початку війни з СРСР корпус увійшов до складу 2-ї танкової групи генерала Г. Гудеріана. Воював на фронтах груп армій «Північ» і «Центр».
З 1 вересня по 1 грудня 1942 року тимчасово заміщав генерал-полковника В. Моделя на посту командуючого 9-ю армією. З 1 грудня 1942 командував 15-ю армією на Заході, а 15 серпня 1943 переведений в Італію і призначений командуючим 10-ю армією. 16 квітня 1944 року нагороджений Лицарським хрестом з дубовим листям. 24 жовтня 1944 року об'єднав у своїх руках командування всіма німецькими військами в Італії (група армій «C»). З 15 січня 1945 року командував групою армій «Курляндія».
11 березня 1945 року перебрав на себе повноваження командувача на Південно-Західному фронті.
У квітні 1945 року розпочав переговори із союзним командуванням і 29 квітня у місті Казерта, що 27 км на північ від Неаполя, підписав умови капітуляції підлеглих йому військ.